# گورنگی بوچومت
گورنگی بوچومت (به صربی: Gornji Bučumet) یک منطقهٔ مسکونی در صربستان است که در مدوجا واقع شده‌است. گورنگی بوچومت ۱۳۹ نفر جمعیت دارد.